# الدوري الياباني لكرة القدم للسيدات 2011
الدوري الياباني لكرة القدم للسيدات 2011 هو موسم من الدوري الياباني لكرة القدم للسيدات. فاز فيه إناك ليونيسا.